# Cerekvice nad Loučnou
Cerekvice nad Loučnou é uma comuna checa localizada na região de Pardubice, distrito de Svitavy.